# Quản Trọng

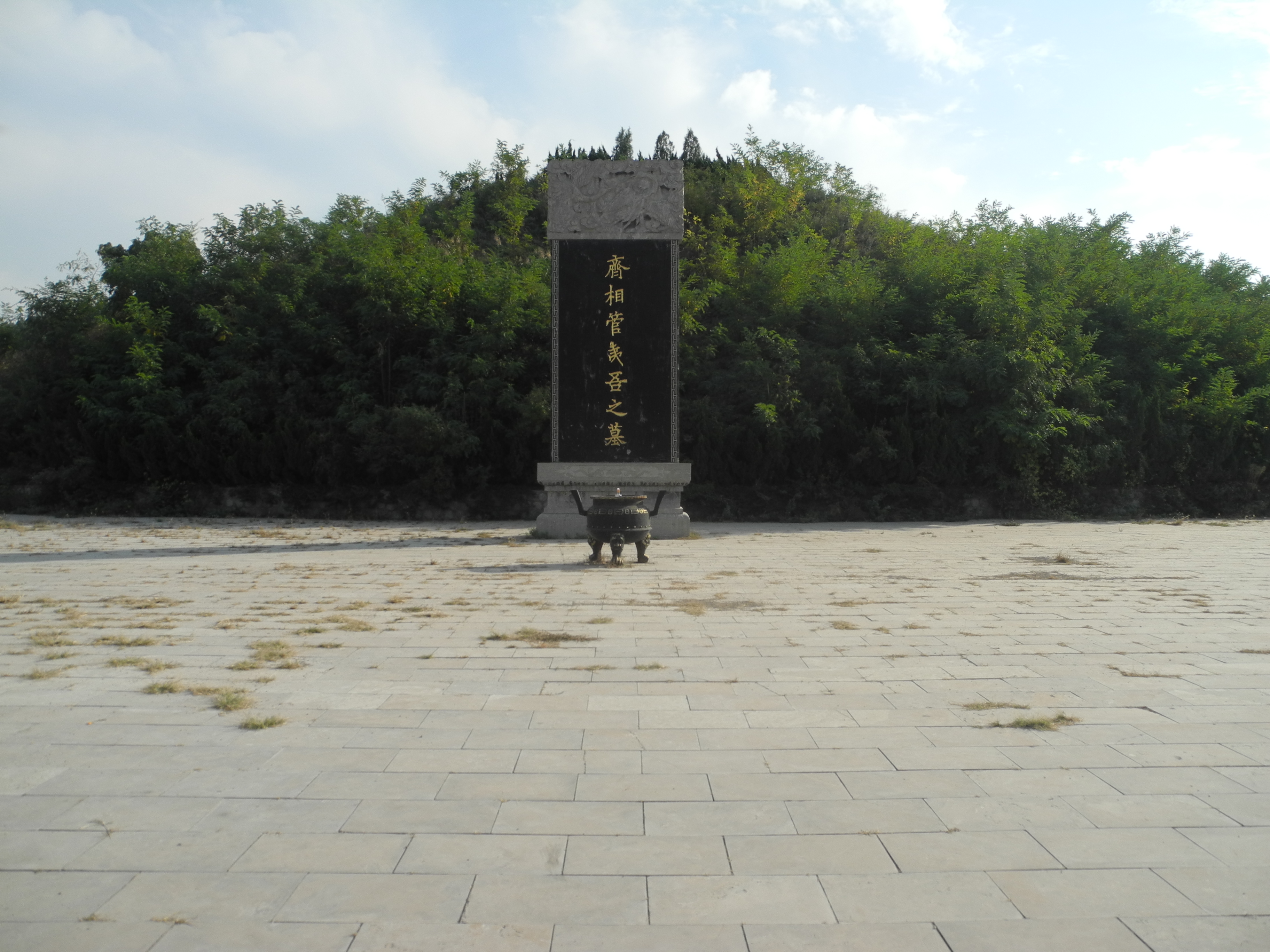
Mộ của Quản quân

Quản Trọng (chữ Hán: 管仲; 725 TCN - 645 TCN), họ Cơ, tộc Quản, tên thực Di Ngô (夷吾), tự là Trọng, thụy hiệu là Kính (敬), đương thời hay gọi Quản Tử (管子), là một chính trị gia, nhà quân sự và nhà tư tưởng Trung Quốc thời Xuân Thu.
Ông được Bào Thúc Nha (鲍叔牙) tiến cử, Tề Hoàn công phong ông làm Tể tướng. Ông nổi tiếng với chiến lược không đánh mà thắng mà người Trung Hoa gọi là Diễn biến hòa bình, đó là tấn công bằng mưu trí, trừng phạt và dùng kinh tế để giáo huấn.
Quản Trọng đã cải thiện sức mạnh nước Tề thông qua việc tiến hành rất nhiều cải cách. Về mặt chính trị, ông tập trung hóa quyền lực và phân chia nước thành nhiều làng, mỗi làng tập trung vào một lĩnh vực thương mại riêng. Thay vì dựa vào giai cấp quý tộc để thu thuế như truyền thống trước kia, ông áp dụng tiền thuế trực tiếp tới mỗi đơn vị làng xã. Ông cũng phát triển một biện pháp lựa chọn người tài mới và có hiệu quả hơn. Dưới thời Quản Trọng, nước Tề chuyển từ chế độ quan liêu quý tộc sang chế độ quan liêu chuyên nghiệp. Quản Trọng cũng đề xuất nhiều cải cách kinh tế quan trọng. Ông đưa ra một biểu thuế thống nhất. Ông cũng sử dụng nguồn lực nhà nước để khuyến khích sản xuất muối và sắt; các nhà sử học thường cho Quản Trọng là người đề xướng ra sự độc quyền nhà nước về hai mặt hàng này.
Khi ông làm Tể tướng, nước Tề trở thành nước hùng mạnh nhất và Tề Hoàn công được tôn làm đứng đầu Ngũ bá.

## Điển cố
Quản Trọng người Dĩnh Thượng (nay là huyện Dĩnh Thượng, tỉnh An Huy), là hậu duệ của Chu Mục vương. Cha ông là Quản Nghiêm.
Quản Trọng gia cảnh bần khố, được Bào Thúc Nha phát hiện tài năng, được mời vào triều làm đại phu, phò tá Công tử Củ (公子纠), còn Bào Thúc Nha phò tá Công tử Tiểu Bạch.
Lúc đó nước Tề rất loạn, sau khi Tề Tương công bị Liên Xưng (連稱) và Quản Chí Phụ (管至父) giết chết, Tề Vô Tri lên ngôi, các Công tử đều lánh nạn sang các nước khác để chờ thời cơ cướp lấy ngôi vua. Quản Trọng hộ tống Công tử Củ tới nước Lỗ, còn Bào Thúc Nha hộ tống Công tử Tiểu Bạch tới nước Lã (hay nước Cử nếu theo tiểu thuyết lịch sử Đông Chu liệt quốc của Phùng Mộng Long).
Không lâu nước Tề rơi vào bạo loạn, Vô Tri bị giết, nước Tề rơi vào tình thế không vua. Công tử Củ và Công tử Tiểu Bạch được tin liền lên đường về nước để cướp ngôi. Khi hai đoàn gặp nhau trên đường, Quản Trọng muốn để Công tử Củ làm vua nên đã bắn một phát tên vào Tiểu Bạch, Tiểu Bạch giả chết rồi vào kinh đô làm vua, tức Tề Hoàn công.
Khi lên được ngôi vị, Tề Hoàn công liền bảo nước Lỗ giết Công tử Củ và bắt giam Quản Trọng. Tề Hoàn công muốn Bào Thúc Nha làm Thừa tướng, giúp ông quản lý đất nước. Bào Thúc Nha cho rằng mình không có đủ năng lực, nên dốc sức tiến cử Quản Trọng đang bị giam ở nước Lỗ. Tề Hoàn công nói rằng: "Người này bắn ta một tên, mối thù này ta chưa quên, mũi tên ta vẫn còn giữ, làm sao có thể dùng hắn được? Đợi hắn về đây, ta sẽ xé hắn ra trăm nghìn mảnh". Bào Thúc Nha đáp "Dĩ nhiên vì Công tử Củ, ông ta đã bắn quân thượng, bây giờ nếu quân thượng trọng dụng ông ấy, ông ấy sẽ vì quân thượng mà đem mũi tên đó bắn cả thiên hạ!".
Tề Hoàn công rất khâm phục Quản Trọng, hơn nữa ông còn rất thẳng thắn, Hoàn công nói với Quản Trọng rằng: "Quả nhân có tật hơi thích nữ sắc, điều này có tai hại gì đối với quốc gia không?".
Quản Trọng trả lời: "Không, ham mê nữ sắc không gây tai hại gì cho quốc gia, không nghe lời khuyên của những người hiền tài mới có hại cho quốc gia và thiên hạ"
Khổng Tử đánh giá Quản Trọng rất cao. Sách Luận ngữ có ghi Tử Cống hỏi "Quản Trọng không phải là người có nhân chăng ? Vua Tề Hoàn Công giết công tử Củ, Quản Trọng không tự sát lại còn làm tể tướng cho Tề Hoàn Công.". Khổng Tử nói "Quản Trọng làm tể tướng cho Tề Hoàn Công, giúp Tề Hoàn Công bá chủ chư hầu, làm cho thiên hạ thái bình, đến đời nay dân vẫn còn chịu ơn. Nếu không có Quản Trọng, sợ chúng ta hôm nay còn đầu bù tóc rối, áo quần rách rưới lang thang khắp đây đó. Quản Trọng đâu có như người thường, vì việc nhỏ mà tự sát ở khe núi để cho chẳng ai biết đến."

## Câu nói nổi tiếng
- Quản Trọng trong sách Quản Tử, có nói:

Nhất niên chi kế mạc như thụ cốc,
Thập niên chi kế mạc như thụ mộc.
Chung thân chi kế mạc như thụ nhân,
Nhất thụ nhất hoạch giả, cốc dã.
Nhất thụ thập hoạch giả, mộc dã,
Nhất thụ bách hoạch giả, nhân dã.
Tạm dịch:
Kế một năm, chi bằng trồng lúa,
Kế 10 năm, chi bằng trồng cây.
Kế trọn đời, chi bằng trồng người,
Trồng một, gặt một, ấy là lúa.
Trồng một, gặt mười, ấy là cây,
Trồng một, gặt trăm, ấy là người.

Câu nói này đã được Hồ Chí Minh viết gọn vào ngày 13 tháng 9 năm 1958 tại lớp học chính trị của giáo viên cấp II, cấp III toàn miền Bắc.
Vì lợi ích mười năm thì phải trồng cây, vì lợi ích trăm năm thì phải trồng người
Về ý cuối này, xem thêm ý của Lã Bất Vi trong việc gả Triệu Cơ cho Tần Tử Sở.
- Sinh ra ta ấy là cha mẹ, mà hiểu biết ta thì trong đời chỉ có một Bảo Thúc Nha mà thôi

## Đánh giá
Trong thiên Hiến Vấn của sách Luận ngữ, Khổng Tử nói về Quản Trọng:
"Con người này ư ? Vua nước Tề lấy ấp Biền có ba trăm nhà của Bá Thị thưởng công cho Quản Trọng. Bá Thị phải ăn uống đạm bạc suốt đời mà không hề oán hận"
Tử Lộ hỏi Khổng Tử: "Tề Hoàn Công giết anh là công tử Củ. Thiệu Hốt vì việc này đã tự sát, còn Quản Trọng không tự sát. Như vậy Quản Trọng không được xem là người có nhân chăng ?".
Khổng Tử nói: "Tề Hoàn công nhiều lần triệu tập chư hầu mà không dùng đến binh lực. Đó là nhờ công sức của Quản Trọng. Như thế còn ai nhân bằng ?".

## Trong Đông Chu liệt quốc
Quản Trọng xuất hiện từ hồi 15 đến hồi 29 trong bộ truyện Đông Chu liệt quốc của Phùng Mộng Long.
Sự nghiệp, cuộc đời của của ông miêu tả khá sát với sử sách tuy nhiên cũng có một vài chi tiết hoang đường để làm nổi bật vai trò và vị thế của ông.